# Estats Shan Septentrionals
Els Estats Shan Septentrionals o del Nord fou un grup d'estats natius a l'est de Birmània i en la major part a l'oest del riu Salween. La superfície del grup era de 54.390 km². Limitaven al nord i est amb Xina; al sud-est i sud amb l'estat de Kentung, amb el que el riu Nam Hka formava la frontera; al sud amb els estats Shan Meridionals i a l'est amb els districte de Mines de Robins i de Mandalay i l'estat de Mongmit, un estat shan administrat com a part del districte de Mines de Robins. La part oriental limitava també amb el territori dels estats Wa, que a l'inici del segle XX no havien estat delimitats. El riu Salween separava el territori en dues parts.
Els xans són de raça tai emigrats des del sud-oest de la Xina vers el segle vi, que van poblar els moderns estats de Tailàndia, bona part Laos, la part oriental de Birmània incloent Kentung, i aïlladament altres llocs com el territori dels muongs del Tonquín (Vietnam). Els xans propis es van establir a la vall del Shweli o Nam Mao a l'extrem nord de modern estat Shan de Birmània. Amb el temps es va organitzar un regne shan poderós, anomenat Mong Mao Long, amb capital a Selan, al posterior estat de Hsenwi del Nord, a uns 20 km a l'est de Namhkam, on encara resten les ruïnes de les fortifications; des d'allí es van expandir a l'oest i al sud; no solament van ocupar els que després foren els Estats Shan Meridionals sinó una part considerable del país entre l'Irauadi i el Chindwin (Hkamti, Mogaung, Hsawnghsup, etc.) i van arribar fins al modern Assam. El regne de Mong Mao Long es va iniciar al segle VII i va ser una força considerable fins al temps d'Anawratha, fundador del regne de Pagan, a la meitat del segle xi.
Llavors el regne xan va esdevenir vassall del regne de Pagan però només temporalment, perquè en època indeterminada posterior, potser a l'enfonsament del regne de Pagan al segle xiii (sinó abans), va recuperar la seva independència. La invasió xinesa des del nord-est fou la causa principal de la caiguda de Pagan, i sembla que els xans van col·laborar amb els xinesos. Llavors els xans van tenir un paper notable a la història de Birmània: sobirans de Sagaing, Pinya i Myinzaing foren d'origen xan; però en canvi a la zona d'origen dels xans a l'est, la cohesió nacional es va esvair; els laosians i els siamesos van formar els seus propis regnes i els xans es van fraccionar amb un bon nombre de petits principats que a l'inici del segle xvii havien estat sotmesos pels birmans. Quan els britànics van arribar a la zona a la tercera Guerra Anglo-birmana de 1885-1886, els prínceps xans eren feudataris del rei de Birmània; els britànics van decidir mantenir l'administració d'aquestos estats pels seus prínceps nacionals. A efectes administratius es va formar l'entitat dels Estats Shan Septentrionals i l'entitat dels Estats Shan Meridionals; l'estat de Mongmit fou agregat al districte miner i els estats Wa van quedar desregulats en territoris no demarcats. El 1888 l'estat de Hsenwi, a causa d'un conflicte civil, es va dividir en Hsenwi del Nord i Hsenwi del Sud; el 1892 l'estat de Manglon Occidental que es negava a acceptar el protectorat britànic, fou ocupat i entregat al seu germà el príncep de Manglon Oriental, que si que havia acceptat el protectorat; els katxins al nord es van sotmetre als britànics però els was van crear periòdics conflictes en endavant.
El 1901 es va fer el primer cens regular que va donar (exclosos els estats Wa, la part oriental de Manglon, l'estat de Mongmit i el Kokang) una població estimada de 321.090 habitants. La major part de la població eren budistes i la resta animistes; la llengua dominant era el xan, i també era l'ètnia dominant (220.000); a Hsenwi del Nord eren tres cinquenes parts i la resta eren katxins (i xinesos a Kokang). El palaungs predominaven (2/3) a Taupeng igual que al subestat de Manglon i a la comarca muntanyosa de Kodaung (a l'oest de Hsenwi del Nord) sent en total els palaungs uns 35.000. Al subestat de Hsum Hsai hi havia birmans i danus (que eren uns 5000 en total); hi havia minories was repartides aquí i allà excepte a Monglong on eren majoria (5 setenes parts), lisus o lisaws, i taunghtus (forta minoria a Hsipaw).
El hkamti xans i els xans habitants dels desapareguts estats de Mogaung, Wuntho, Hsawnghsup i Kale, i a les divisions de Mandalay i Sagaing corresponen a un subgrup tai anomenat del nord-oest, mentre els pobladors xans dels Estats Shan Septentrionals són del grup nord-oest; els xans dels Estats Shan Meridionals i Kengtung corresponen al grup Tai de l'est i els de Laos i Tailàndia del grup del sud. No obstant les seves característiques físiques no presenten diferències.

## Pagodes
- Pagoda de Mwedaw a Bawgyo al Nam Tu, prop d'Hsipaw.
- Capella de Mongheng a Hsenwi del Sud
- Pagoda de Kawnghmu Mwedaw Manloi a Manwap a Hsenwi del Sud
- Pagoda de Mongyai amb una imatge de Suddhodana, pare de Sidartha Gautama
- Pagoda de Kawnghmu Kawmong a Manhpai
- Capella Homang a Tangyan.
- Pagoda Loi Hseng, reverenciada pels palaungs a Tawngpeng (Taupeng)
- Tawnio, casa d'ísolds xinesa a Kokang consgrada a Kwang Fu Tso, el deu militar de la dinastia Han
- Pagodes de Se-u, de Mongyaw a Hsenwi del Nord
- Pagoda del Tigre Blanc a Namhkam.

## Llista d'estats i subestats
- Hsipaw
  - Monglong
  - Hsum Hsai
  - Mongtung
- Taupeng (Tawngpeng)
- Hsenwi (Hsenwi del nord)
  -     - Kokang
- Hsenwi del sud (Mongyai)
- Manglun o Manglon
  - Mo Thai
  - Maw Hpa
  - Mang Hsen
  - Negekting
- Mongmit

Excepte el darrer que era administrat com a part del districte de Mines de Robins, la resta estaven sota control del Superintendent dels Estats Shan Septentrionals, amb quater general a Lashio. Els estats Wa en depenien només nominalment. Internament els estats tenien un sawbwa o príncep assistit per amats o ministres; un ajudant del superintendent estava estacionat a Hsipaw per aconsellar als prínceps d'Hsipaw i Tawngpeng; un altre ajudant estava a Kutkai per l'estat de Hsenwi del Nord (i els katxins) i un tercer a Tangyan pelw estats de Hsenwi del sud i Manglon; vers 1905 un oficial subordinat fou estacionat a Tawngpeng amb seu a Namhsan. Lashio de fet formava part de l'administració general de Birmània encara que jurídicament dins els Estats Shans Septentrionals.